# Ezekiel Kemboi
Ezekiel Kemboi (Ezekiel Kemboi Cheboi; * 25. Mai 1982 in Matira bei Kapsowar, Marakwet) ist ein kenianischer Hindernisläufer. Er ist zweifacher Olympiasieger und vierfacher Weltmeister in seiner Disziplin.

## Biografie
Kemboi stieß erst nach Ende seiner Schulzeit zur Leichtathletik. 2001 wurde er afrikanischer Juniorenmeister, obwohl er während des Rennens gestürzt war. 2002 wurde er bei den Commonwealth Games in Manchester Zweiter. Bei den Afrikameisterschaften im selben Jahr war er zunächst Vierter, erhielt dann aber später die Bronzemedaille, nachdem der Marokkaner Brahim Boulami wegen eines Dopingvergehens gesperrt worden war.
Bei den Weltmeisterschaften 2003 in Paris/Saint-Denis lieferte sich Kemboi einen packenden Zweikampf mit seinem ehemaligen Landsmann Saif Saaeed Shaheen. Kurz vor dem Ziel zog der nun für Katar startende Shaheen davon und siegte mit weniger als einer Sekunde Vorsprung.
Das Kenianische Olympische Komitee weigerte sich, die dreijährige Sperrzeit nach dem Nationalitätenwechsel von Shaheen aufzuheben, so dass dieser nicht bei den Olympischen Spielen 2004 in Athen teilnehmen durfte. Kemboi wurde deshalb als Hauptfavorit für den Sieg gehandelt. Er erfüllte die hohen Erwartungen und siegte vor seinen Landsleuten Brimin Kiprop Kipruto und Paul Kipsiele Koech.
Ein Jahr später, bei den Weltmeisterschaften 2005 in Helsinki, wurde er erneut von Shaheen geschlagen und gewann die Silbermedaille. Auch bei den Weltmeisterschaften 2007 in Osaka gewann er Silber, diesmal hinter Brimin Kiprop Kipruto. Nachdem er bei den Olympischen Spielen 2008 den siebten Platz belegt hatte, gewann er 2009 seinen zweiten großen Titel, er wurde Weltmeister in Berlin. 2011 verteidigte Kemboi diesen Titel bei den Weltmeisterschaften in Daegu und gewann mit einer Zeit von 8:14,85 min vor seinem Landsmann Brimin Kipruto die Goldmedaille. 
Auch bei den Olympischen Spielen 2012 in London holte er Gold. Kemboi siegte in 8:18,56 min vor dem Franzosen Mahiedine Mekhissi. 2013 in Moskau gewann er erneut den Weltmeistertitel im 3000-Meter-Hindernislauf. Bei den Afrikameisterschaften 2014 in Marrakesch gewann er die Bronzemedaille. In Peking wurde er 2015 zum vierten Mal Weltmeister.
Bei den Olympischen Spielen 2016 wurde er zunächst Dritter. Nach Protest des französischen Leichtathletikverbandes disqualifizierte man ihn jedoch, da er gegen Ende des Rennens die Bahn verlassen hatte.
Mit nun zwei olympischen Goldmedaillen, vier WM-Titeln und nochmals drei WM-Silbermedaillen ist einer der erfolgreichsten Läufer der Neuzeit.
Ezekiel Kemboi hat bei einer Größe von 1,65 m ein Wettkampfgewicht von 55 kg.

## Persönliche Bestleistungen
- 1500 m: 3:40,8 min, 24. April 2004, Kisumu
- 3000 m: 7:44,24 min, 9. September 2012, Rieti
- 5000 m: 13:50,61 min, 25. September 2011, Sulmona
- 10-km-Straßenlauf: 28:32 min, 7. August 2010, Bianco
- 3000 m Hindernislauf: 7:55,76 min, 22. Juli 2011, Monaco